# 模型车
模型车（Model car），又稱作汽車模型、車模或玩具车，是汽车的一种微小化實物模型。其他小型机动车辆，如卡车、公交车、甚至是沙滩车等，通常包括在一般类别的模型车。因为许多微型汽车最初是针对儿童玩具市場，没有精确的区别模型车和一辆玩具车，然而“模型”这个词意味着组装要求或一些尝试以较小尺寸准确呈现实际的车辆。对于前者，汽車套件組裝的爱好在1950年代开始流行，而在1970左右成年人开始流行收集小汽車模型。大约从1980年代中期开始，精确详细的微缩模型专为成年人制作，并成为市场的重要组成部分。

## 历史

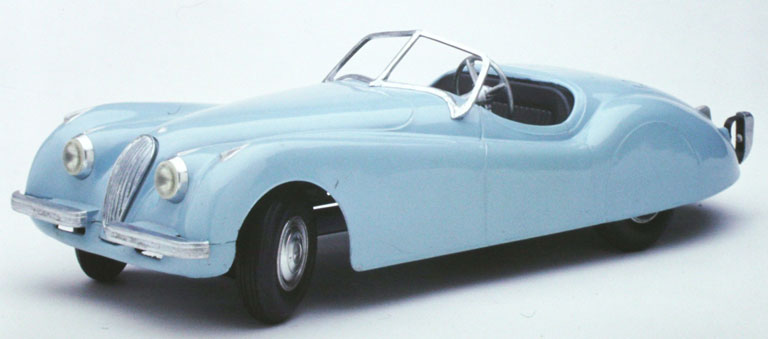
1955年一个铸模1:10比例由Doepke Toys出品的積架XK120模型車，是該公司制作的两个模型之一，这个模型长17.5英寸（440毫米）。(现存放在印第安纳波利斯的儿童博物馆)

微型汽车模型首次出现的时间大致與真實汽车出现的时间相近。首先出现在欧洲，不久之后出现在美国，这些汽车模型都是用铅和铜制作而成。后来在20世纪的前几十年，汽车模型是由石膏或铁製成的玩具。1920年代到1920年代，多以锡和軋钢製作汽车、卡车和军用车辆模型，例如德国賓公司（Bing）的產品。然而當時的模型車很少复制实际车辆，目前尚不清楚为什么，但可能与早期铸造金屬和金属成形技术無法精密呈现实际汽车的形状和细节有關。使用锌為主的各种合金铸造模型汽车，也开始在这几十年間流行，並於1930年代末期开始突出，特别是二战之后。
战后，以鋅铸模的合金成模型为欧洲用于微型车辆的主要材料。大量生产的金属铸模玩具車出现在美国，但与欧洲產品不同，它们通常很简单。同时期大量應用塑料，便受欢迎，在1950年代中期也是如此。之后在1960年代和1950年代，锡和軋钢工法傳到日本，并且在1970年代，锡和軋钢工法在这个国家迅速被用于铸模小汽車。现在，中国和其他东南亚国家是欧洲、美国和日本公司的主要铸模金属微型车辆生产商。在大多数情况下，只有供收藏的专业模型仍在欧洲或美国生产。

### 制作“真实”的东西
许多模型车没有被制作為玩具或用于收藏。1920年代或更早的时候，真正的汽车制造商开始设计和建造全尺寸的模型，以規划新产品或促进公司发展。例如法国的雪铁龍，早在1923年就开始制作自己的模型車，將此做為于宣传目的。有时，样式或概念模型是用木材或粘土制作的，通常在3/8规格。从1930年到1968年，通用汽车公司赞助了费雪的工匠協會競賽，数以百计的建模者争夺奖学金。这里的重点是讓创造力獲得认可，可能获得作为该行业设计师的就业机会。
除了木头和泥土，类似的材料制成的模型車也可以精确的复制真正的车辆。哈德逊制作了十二輛1932年車型的1/4尺寸精确副刻品，應用於1932年的纽约车展上。大约在同一时期，斯圖貝克制作了超过实际汽车两倍尺寸的大木蓬式汽车模型。汽车模型大得足以容纳一个乐队，这个模型主要用于拍照。随着时间的流逝，美国、欧洲和亚洲的公司制作、提供或出售玩具車與精密模型車，来促销下一代产品。模型車产品日益增多，提供横幅在车头或车顶作为非机动的广告。

### 比例大小
玩具車和模型汽车的比例随着历史先例、市场需求和技術現況而变化。许多室内模型車是由专业模型制作者以全尺寸制作，或在非常大的比例，如1:4、1:5、3:8或1:10，以充分描述產品特性和尺寸。对于玩具而言，许多欧洲战前的汽车和卡车模型業者都服从于铁路模型領域，制作1:87（1到2英寸長）或1:43（大约4英寸长）的尺寸。其他公司车辆比例变化约从1:40到1:50之間。
1:43在欧洲成为一个受欢迎的比例。一些產品小到可以置於小孩子的手上（约1:60或大约3英寸長），提高了每個纸箱包装更多產品的獲利率，而且通常增加了每辆车的出售利润。其他人开始嘗試更大的比例，从1:43到1:40、1:38或1:35。随后，大比例开始受欢迎。在美国，1:25（6 - 7英寸）成为了塑料模型車主要促销尺寸，而欧洲制造商則发展1:24或1:18（约9英寸）。比例较大的1:12很少见到的，1:10或1:8的尺寸就更加稀少。自1980年代以来，一些非常微小的玩具車相当精确的下降到1:120（超过1英寸）。

### 材料和市场
美国生产的玩具車几乎都是简单的锌合金铸件（zamac），钢或塑料的经常铸件只有7个部分（1个车身、4个塑料轮和2个輪轴），而复杂的zamac模型在欧洲经常因工作特性而有精密的细节。这在世界不同的地区和不同的文化、市场、劳动力和经济條件提供了市場趨勢的指导。
欧洲在二战后很快发展了利基市场。在不同国家的不同市场发展出相对复杂的玩具，一般有更大的可用性。在美国，劳动條件不允许有可以打开门、有兜头、有完整内部细节的复杂玩具，所以它们经常用几个铸件简单制作。

## 欧洲传统压铸
在欧洲，二战后模型汽车更具收藏性。在1950年代，较小的尺度如1:43和1:64首先流行起来。自1980年代以来，许多工厂组装由铸模金属製作的模型汽车，並已越来越多地面向成人收藏市場，而玩具則越来越少。除了一些小尺寸產品之外，这些模型車有各种尺度，如1:12、1:18和1:24。

### 早期欧洲铸模
在1950年代和1960年代后，欧洲北部和不列颠群岛有着欧洲最成功的生产者，整个欧洲大陆都处于战争后的经济复苏。很受欢迎的车型改变成为铁路模型的1:43大小，
例如知名公司威尔士生产的矮脚狗玩具、极小的玩具、火柴盒。
一些非市场体系共产主义国家的成功工厂，例如捷克斯洛伐克Kaden模型和Igra、东德的Espewe和波兰的Estetyka。国有工厂製造了许多精心打造的铸模模型，主要是在1:43尺寸，以他们错综复杂的细节和精致的結構而著名。大尺寸产品的铸模源于欧洲，一些公司如Polistil、Schuco Modell和Martoys，后者後来成为Bburago。
直到1980年代末，1:24和1:18尺寸才真正流行起來，当美国或亚洲公司像Yatming和Maisto在香港或中国生产。1:87规模的塑料汽车无论與铁路模型相关与否，也继续在欧洲流行。现在，尽管仍持续有欧洲公司從事此業，但中国已经是世界铸模生产的中心。